# Hylomyrma
Hylomyrma é um gênero de insetos, pertencente a família Formicidae. Atualmente existem 30 Espécies do gênero.

## Espécies
- Hylomyrma balzani (Emery, 1894)
- Hylomyrma blandiens Kempf, 1961
- Hylomyrma columbica (Forel, 1912)
- Hylomyrma dentiloba (Santschi, 1931)
- Hylomyrma dolichops Kempf, 1973
- Hylomyrma immanis Kempf, 1973
- Hylomyrma longiscapa Kempf, 1961
- Hylomyrma praepotens Kempf, 1973
- Hylomyrma reginae Kutter, 1977
- Hylomyrma reitteri (Mayr, 1887)
- Hylomyrma sagax Kempf, 1973
- Hylomyrma transversa Kempf, 1973
- Hylomyrma versuta Kempf, 1973
- Hylomyrma adelae
- Hylomyrma dandarae
- Hylomyrma jeronimae
- Hylomyrma lispectorae
- Hylomyrma macielae
- Hylomyrma margardiae
- Hylomyrma mariae
- Hylomyrma marielleae
- Hylomyrma mitiae
- Hylomyrma primavesi
- Hylomyrma virginiae
- Hylomyrma wachiperi
- Hylomyrma lopesi
- Hylomyrma peetersi